# Керы
Ке́ры (др.-греч. Κῆρες, ед. ч. Κήρ) — олицетворение судьбы у древних греков; первоначально души умерших, сделавшиеся кровожадными демонами, приносящие людям страдания и смерть. Древние греки представляли кер крылатыми женскими существами, которые подлетали к умирающему человеку и похищали его душу.
Упомянуты в «Илиаде» (XVIII 535: у Гнедича — Смерть), «Одиссее» (II 284, 316, 352, III 242 и другие), «Аргонавтике» (I 683 и другие). Божества смерти, рождены Нюктой.
Приписываемое Гесиоду стихотворение описывает Кер как уродливых страшилищ, мрачных, со скрежещущими зубами, обрызганных кровью, спорящих друг с другом за павших на поле битвы, кровь которых они высасывают. Изображение Керы позади Полиника было на ларце Кипсела.
Позже Керы были отождествлены с эриниями. Иногда Кера описывалась как единственная богиня беды, она была мрачной дочерью Нюкты (Ночи) и Эреба (Мрака). Изображались с крыльями или с чёрными руками и с красными губами.